# فريدريك بيترسن
فريدريك بيترسن (بالسويدية: Fredrik Petersen) مواليد 27 أغسطس 1983 في يستاد، السويد، هو لاعب كرة يد سويدي يلعب كجناح أيسر. مثل منتخب السويد لكرة اليد. شارك في دورة الألعاب الأولمبية الصيفية سنة 2012.

## سجل المنافسة
شارك في البطولات التالية:
- بطولة العالم لكرة اليد للرجال 2015
- بطولة أوروبا لكرة اليد للرجال 2012
- بطولة أوروبا لكرة اليد للرجال 2014
- بطولة أوروبا لكرة اليد للرجال 2016
- الألعاب الأولمبية الصيفية 2012
- الألعاب الأولمبية الصيفية 2016

## الميداليات
| الميدالية | المسابقة                       |
| --------- | ------------------------------ |
| فضية      | الألعاب الأولمبية الصيفية 2012 |

## روابط خارجية
- فريدريك بيترسن على موقع الاتحاد الأوروبي لكرة اليد (الإنجليزية)
- فريدريك بيترسن على موقع اللجنة الأولمبية الدولية (الإنجليزية)
- فريدريك بيترسن على موقع أوليمبيديا (الإنجليزية)
- فريدريك بيترسن على موقع اللجنة الأولمبية السويدية (السويدية)